# Confederate States Army
De Confederate States Army of het Confederate Army of het Southern Army (Zuidelijke leger) was het leger van de Geconfedereerde Staten van Amerika tijdens de Amerikaanse Burgeroorlog (1861 – 1865). Dit leger was de tegenstander van Noordelijke Staten. Op 28 februari 1861 richtte het Voorlopig Congres van de Geconfedereerde Staten van Amerika een tijdelijke leger op bestaande uit vrijwilligers. De nieuwe president Jefferson Davis kreeg de bevoegdheid om het leger te organiseren en militaire operaties te sturen. Davis was zelf een oudgediende van de Mexicaans-Amerikaanse Oorlog. Op 1 maart 1861 nam Davis, namens de regering van de Geconfedereerde Staten de militaire controle op zich in Charleston (South Carolina) waar een klein garnizoen Fort Sumter belegerde. In maart 1861 keurde het voorlopig congres de wetten goed om een permanent geconfedereerd leger op te richten.
Een correct cijfer geven omtrent het aantal personen die in het Confederate Army gediend hebben, is niet mogelijk omdat er veel archieven onvolledig of zelfs vernietigd zijn. De schattingen lopen uiteen tussen 750.000 en 1.000.000 soldaten. Dit cijfer houdt echter geen rekening met een onbekend aantal slaven die gebruikt werden om forten te bouwen of karren te besturen. Ook de zeelieden die dienst deden in het Confederate States Navy vallen buiten deze cijfers. Dt cijfer omvat het totaal aantal soldaten dat meevocht in de oorlog, maar weerspiegelt niet de grootte van het leger op gelijk welk ogenblik tijdens het conflict.
Hoewel het merendeel van de soldaten vrijwilligers waren, werd vanaf 1862 ook de dienstplicht ingevoerd om het vrijwilligersleger aan te vullen. Er wordt geschat dat ongeveer 12 procent van het leger uit dienstplichtingen bestond.
Ook de cijfers omtrent het aantal slachtoffers is onvolledig en onbetrouwbaar. De beste schattingen geven 94.000 gesneuvelden, 164.000 doden door ziekte en tussen de 26.000 en 31.000 doden in krijgsgevangenschap. Eén schatting omtrent het aantal gewonden geeft een cijfer van 194.000 weer.
Tussen 9 april en 18 april 1865 gaven het Army of Northern Virginia, onder leiding van Robert E. Lee, de restanten van het Army of Tennessee en verschillende eenheden onder leiding van Joseph E. Johnston zich over. De andere Zuidelijk eenheden gaven zich over tussen 16 april en 28 juni 1865. Tegen het einde van de oorlog waren meer dan 100.000 soldaten gedeserteerd. De regering van de Geconfedereerde staten hield op te bestaan toen ze de hoofdstad ontvluchtte op 3 april 1865. Hierdoor viel de controle en algemene aansturing weg over de verschillende Zuidelijke legers.

## Wat vooraf ging
Toen Abraham Lincoln op 4 maart 1861 president van de Verenigde Staten werd, hadden zeven Zuidelijke staten zich afgescheurd. Ze vormden samen de Geconfedereerde Staten van Amerika. Alle Noordelijke bezittingen binnen hun nieuwe grenzen werden geconfisqueerd. Ook alle militaire versterkingen en forten werden verbeurd verklaard. Lincoln wou de nog overgebleven forten die in Noordelijke handen waren in bezit houden. Eén van deze forten was Fort Sumter in Charleston South Carolina. Reeds op 28 februari 1861 had het Voorlopig Congres van de Geconfedereerde Staten van Amerika een "Provisional Army of the Confederate States” (PACS) opgericht.
In opdracht van de president van de confederatie, Jefferson Davis, bombardeerden Zuidelijke eenheden onder leiding van generaal P.G.T. Beauregard Fort Sumter op 12 en 13 april 1861. De dag erna capituleerde het Noordelijke garnizoen. Razend over de Zuidelijke aanval riepen de Noordelijken op tot oorlog. Na een persoonlijke oproep van Lincoln stuurden alle Noordelijke staten troepen om de verloren gegane forten te heroveren en de Verenigde Staten te redden van de totale ondergang. Door deze actie scheurden zich nog vier staten af en sloten zich aan bij de Confederatie. Beide tegenstanders bouwden snel een groot leger op dat voornamelijk bestond uit vrijwilligers. Terwijl de Noordelijken de opstand wilden neerslaan en de unie tussen de verschillende staten redden, was het doel van de Zuidelijken om voor hun onafhankelijkheid en hun manier van leven te vechten.

## Oprichting van het leger

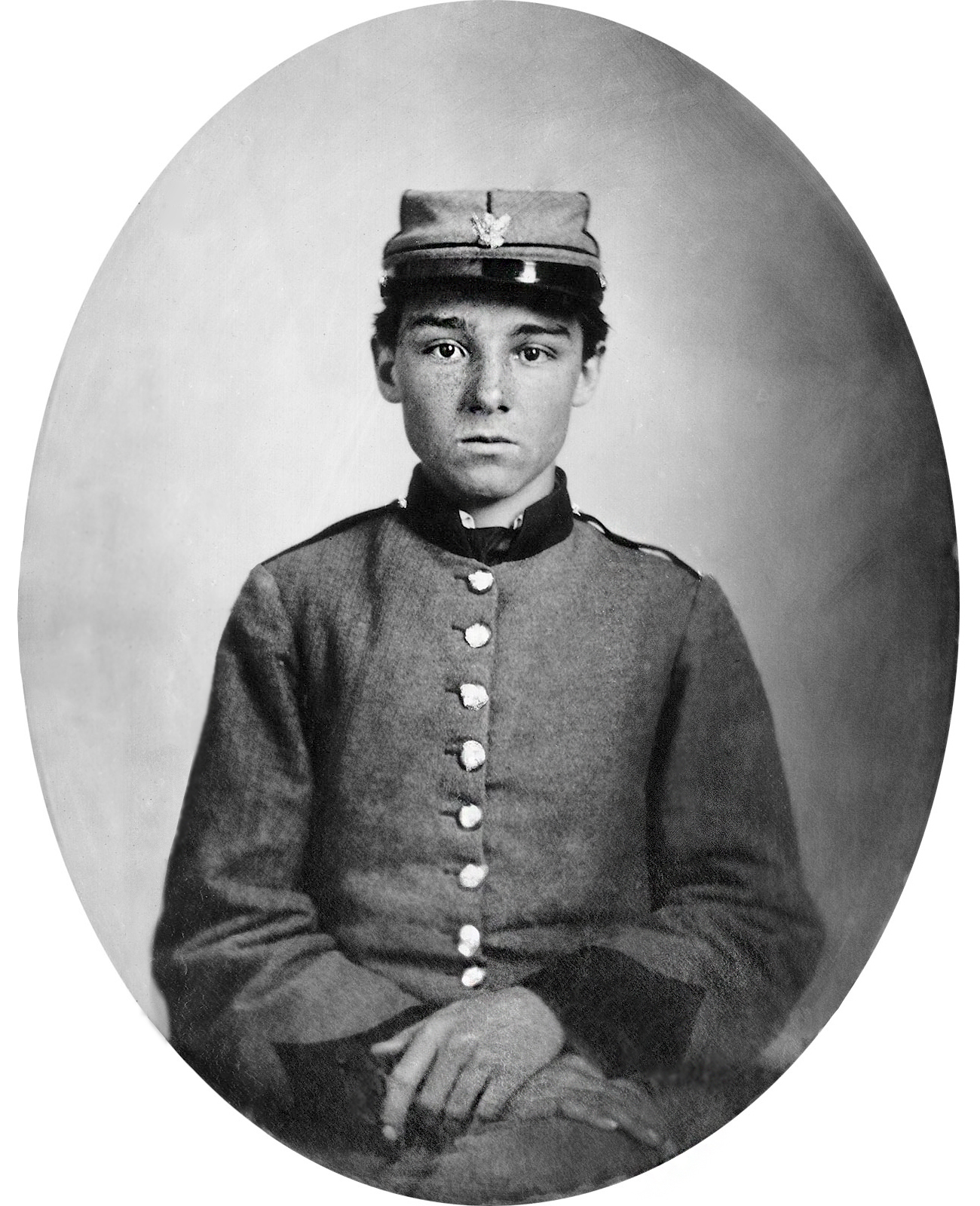
Soldaat Edwin Francis Jemison, wiens portret een van de meest beroemde foto’s van de oorlog werd.

Het Congres van de Geconfedereerde Staten gaf de goedkeuring om een leger uit te bouwen geënt op het United States Army. Het nieuwe Zuidelijke leger zou bestaan uit een klein regulier leger en een groter leger die alleen in tijden van oorlog zou opgetrommeld worden. Het grotere tijdelijke vrijwilligersleger werd via een wet van het Voorlopig Congres van de Geconfedereerde Staten van Amerika ingesteld op 28 februari 1861. De wet voor het reguliere leger werd goedgekeurd op 6 maart 1861. Hoewel de twee legers gelijktijdig opgericht werden, werd er weinig werk gemaakt van het reguliere leger.
- De Provisional Army of the Confederate States (PACS) begon zich te vormen op 27 april. Vrijwel alle vrijwilligers, dienstplichtigen en beroepssoldaten sloten zich aan bij dit leger. Ze konden van bij het begin een hogere rang krijgen dan in het reguliere leger. Het was de bedoeling om dit leger te ontbinden na het winnen van de oorlog waarbij enkel nog het ACSA zou overblijven.
- De Army of the Confederate States of America (ACSA) was het beroepsleger die zou bestaan uit 15.015 manschappen waaronder 744 officieren. Deze basisbezetting zou nooit ingevuld worden. De Zuidelijke generaals met de hoogste rang, zoals Robert E. Lee en Samuel Cooper, maakten officieel deel uit van het beroepsleger zodat ze hoger in rang waren dan de generaals van de militie- en vrijwilligerseenheden. Uiteindelijk bestond het ACSA alleen maar op papier. Enkel enkele officieren werden officeel benoemd binnen dit nieuwe kader. Enkel drie regimenten zouden "Confederate" regimenten worden. Dit had echter geen invloed op hun organisatie of werking.

Leden van alle machten van strijdkrachten van de geconfedereerde staten (leger, marine en marinekorps) werd naar verwezen als "Confederates" of Zuidelijken. Leden van het Confederate Army waren "Confederate soldiers". Daarnaast bestond het Zuidelijke leger eveneens uit militie-eenheden:
- Confederate States State Militias werden opgericht, georganiseerd en geleid door de regeringen van de individuele staten. Dit was gebaseerd op de Militia Act van 1792. Sommige van deze militie-eenheden hadden onafhankelijk gestreden voor ze opgenomen werden in het groter vrijwilligersleger. Een van de meer gekende was het Provisional Army of Virginia.

### De Operationele controle van het leger en dienstplicht

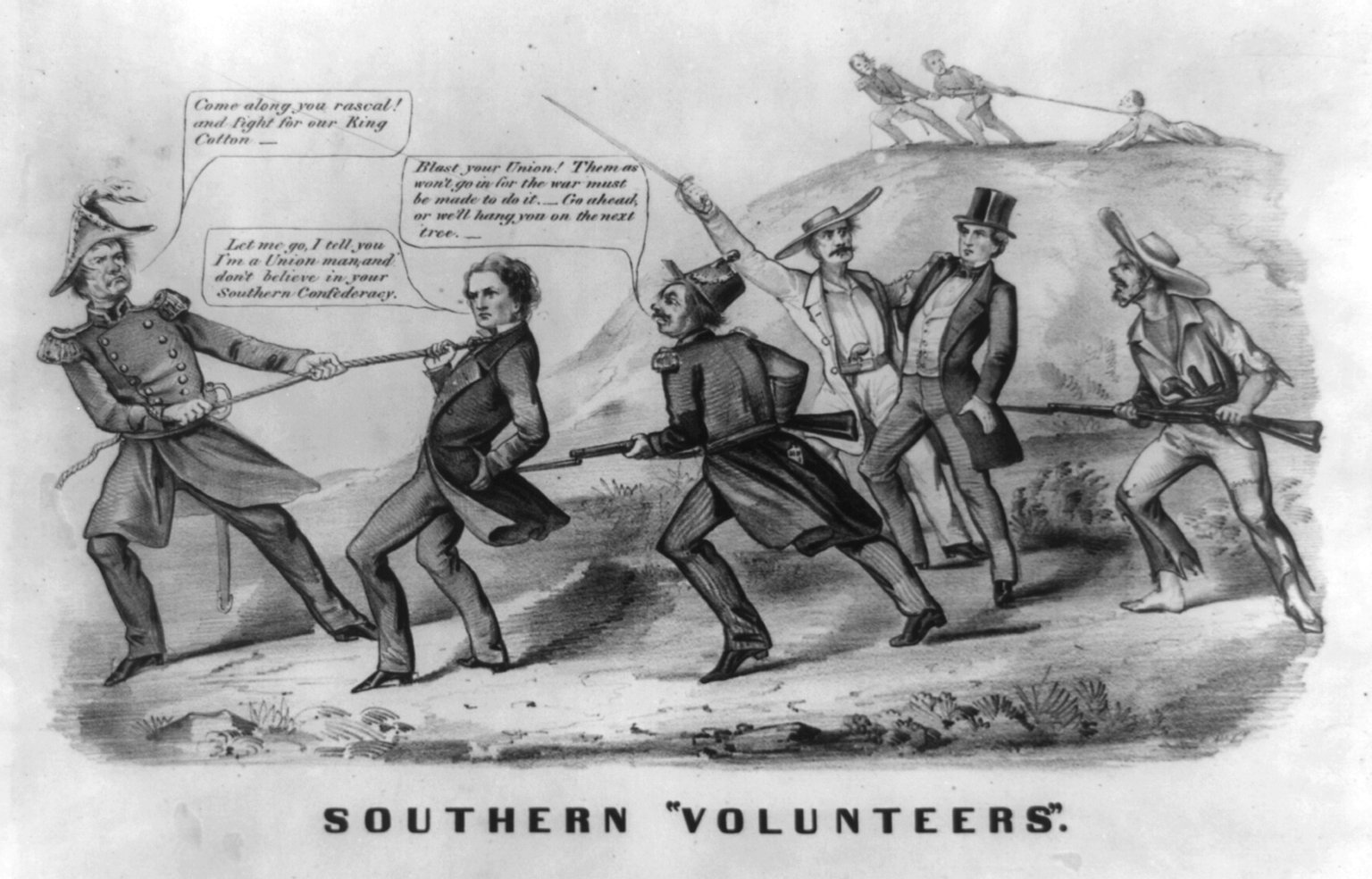
Een cartoon van tijdens de oorlog waarop een man met dwang gerekruteerd wordt in het Zuidelijke leger. Onder de cartoon staat te lezen dat de man in kwestie weigert, maar dat hij zal gelyncht worden als hij weigert.

De operationele controle van het Confederate Army viel onder de verantwoordelijkheid van het ministerie van Oorlog van de Zuidelijke staten. Deze was opgericht bij wet op 21 februari 1861. Het congres gaf president Davis de volmacht op respectievelijk 28 februari en 6 maart. Op 8 maart vaardige Davis een proclamatie uit waarbij maximum 100.000 mannen onder de wapens werden geroepen. Het ministerie van oorlog riep 8.000 vrijwilligers op op 9 maart, 20.000 op 8 april en nog eens 49.000 vanaf 16 april.
Op 8 augustus 1861 riep de confederatie echter nog eens 400.000 vrijwilligers op om één tot drie jaar te dienen. Op 16 april 1862 werd de eerste wet tot de dienstplicht goedgekeurd. Alle blanke mannen tussen de 18 en 35 jaar kwamen in aanmerking om een driejarige dienstplicht te vervullen binnen het PACS. Ook de voorwaarden waarbij soldaten voor één jaar getekend hadden, werd verlengd tot drie jaar. Een aantal beroepen die als vitaal beschouwd werden voor de continuïteit aan het thuisfront werden vrijgesteld van dienstplicht. Enkele van deze beroepen waren spoorwegwerkers, ambtenaren, telegraafoperatoren, mijnwerkers, apothekers en leraren. Deze wet werd twee maal aangepast. Een eerste keer op 27 september 1862 waarbij de maximumleeftijd verlengd werd tot 45 jaar. Een tweede amendement (de Twintig Slavenwet) werd ingevoerd op 11 oktober 1862 waarbij alle slaveneigenaars die twintig of meer slaven hadden, vrijgesteld werden van dienstplicht. Deze aanpassing werd niet gesmaakt door de dienstplichtigen die geen slaven hadden.
Tijdens de oorlog werd de wet nog enkele malen aangepast om enerzijds de verliezen te compenseren en anderzijds de grotere mankracht van de Noordeliiken bij te benen. In december 1863 werd de mogelijkheid tot het afkopen van een oproeping afgeschaft. In februari 1864 werden de mininum- en maximumleeftijd nogmaals aangepast. Nu konden alle blanke mannen tussen 17 en 50 jaar opgeroepen worden.

## Moraal en motivatie

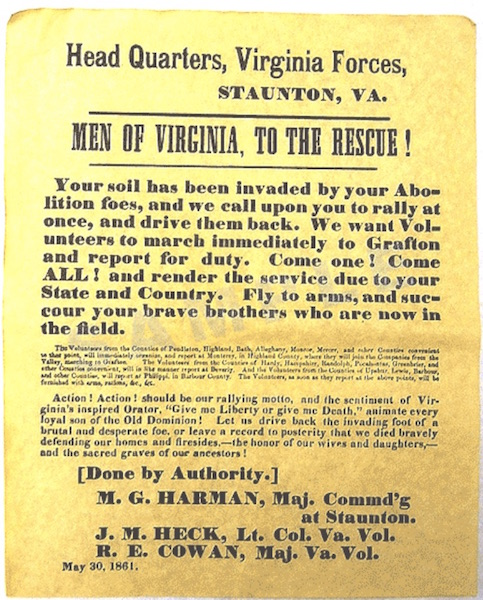
Een rekruteringsposter van 1861 in Virginia, waarbij mannen aangespoord werden om dienst te nemen in het leger om te vechten tegen een "brutale en nietsontziende vijand"

Volgens historici kan de motivatie om te vechten ingedeeld worden in twee grote categorieën. Een eerste grote groep wordt gedreven door ideologische of politieke beweegredenen. Dit kunnen het rotsvaste geloof zijn in het vrijwaren van vrijheden, het behouden van de unie, rechten voor de deelstaten of het behoud of afschaffen van de slavernij. Een tweede groep vindt het verdedigen van hun manier van leven, hun huis en hun gezin belangrijk. Ook de speciale broederband tussen soldaten wordt vaak geciteerd.

### Geloof
De kerken van de Zuidelijke staten vulde het tekort aan legerkapelanen aan door missionarissen te sturen naar de troepen. De Zuidelijke doopsgezinden stuurden vanaf 1862 78 missionarissen naar het front. Tegen het begin van 1865 hadden de presbyterianen zelfs 112 missionarissen het veld ingestuurd. Ook de andere geloofsstrekkingen zoals de Episcopale kerk, de Methodisten en de Lutheranen droegen hun steentje bij. Eén van de gevolgen was de grotere rol die geloof speelde onder de strijdkrachten. Ze zagen hun militaire rol als de vervulling van Gods wensen. Religie vormde dus een grote motivatie om als vrijwilliger dienst te nemen in het leger en als steun in moeilijke tijden die zich afspeelden op en rond het slagveld. Zo werd geloof ervaren als een troost voor medesoldaten, een schild tegen angst en het verminderde onderlinge ruzies en drankproblemen.

### Desertie
Hoe langer de oorlog duurde, hoe meer de Zuidelijke staten leden onder van de blokkade de Noordelijke marine. Zowel in het leger als aan het thuisfront werden de tekorten groter en de kans op hongersnood reëler. Veel soldaten keerden tijdelijk naar hun huis terug tot de problemen bij hun gezinnen voor korte of langere tijd opgelost waren. Tegen september 1864 moest Davis toegeven dat soms tot twee derde van de soldaten onwettig afwezig was. Daarna zou het probleem alleen maar groter worden. Veel soldaten meldden zich niet meer bij hun eenheid. Soldaten die vochten om hun manier van leven te vrijwaren en hun huizen en gezinnen te beschermen, beseften dat dit niet kon terwijl ze dienst deden in het leger. Er worden soms cijfers gegeven dat meer dan 100.000 soldaten gedeserteerd waren, maar deze schattingen zijn hoogstwaarschijnlijk te laag.
De overheid reageerde altijd streng ten opzichte van deserteurs. Bijvoorbeeld op 19 augustus 1862 veroordeelde generaal Stonewall Jackson drie soldaten ter dood wegens desertie. Pleidooien van medesoldaten en zelfs officieren konden niet baten. Stonewall wou een voorbeeld stellen om de discipline binnen het leger te vrijwaren.
Toen de druk toenam van de Noordelijken en meer en meer gebied verloren ging voor de Confederatie, gingen soldaten gewoon naar huis om voor hun gezin te zorgen. Een Zuidelijke officier meldde dat de deserteurs vrijwel allemaal arme boeren waren zonder slaven die verplicht dienst moesten doen in het leger. Hun arbeid was onlosmakelijk verbonden met het lot van hun gezinnen.

## Organisatie van het leger

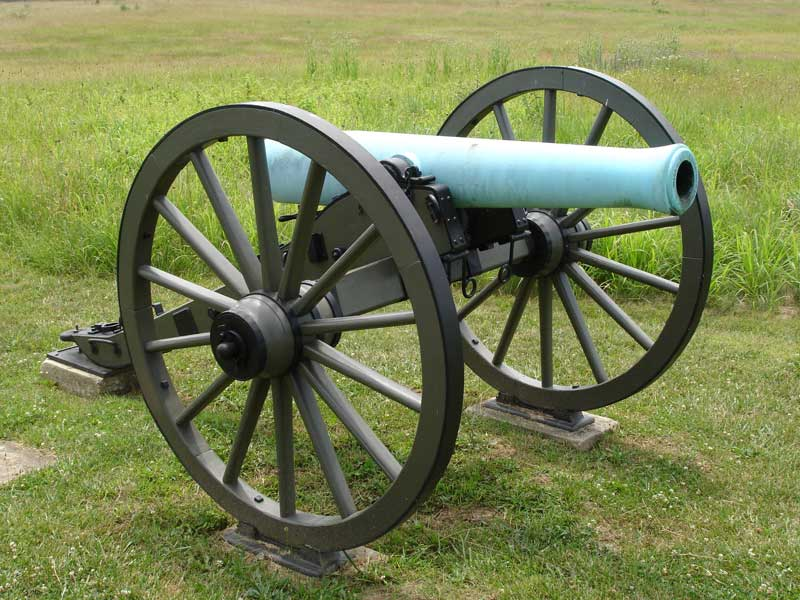
CSA M1857 Napoleon kanon

Omdat het centraal legerarchief vernietigd werd in 1865 in Richmond en door de algemene slechte administratie kunnen er geen definitieve cijfers gegeven worden omtrent de sterkt van het Confederate Army. Schattingen lopen uiteen van 500.000 tot meer dan 1.000.000 soldaten die actief waren tijdens de oorlog. Bepaalde verslagen van het ministerie van oorlog spreken over 326.738 soldaten begin 1861, 449.439 in 1862, 464.646 in 1863, 400.787 in 1864. Het laatste verslag noemt een cijfer van 358.692 soldaten. Er zouden tijdens het conflict tussen de 1.227.890 en 1.406.180 soldaten gerekruteerd zijn.
Op de onderstaande data vonden de grootste rekruteringscampagnes plaats
- 6 maart 1861: 100.000 vrijwilligers en militie-eenheden
- 23 januari 1862: 400.000 vrijwilligers en militie-eenheden
- 16 april 1862: de eerste wet tot algemene dienstplicht: blanke mannen tussen 18 en 35 jaar voor de duur van de vijandelijkheden
- 27 september 1862: de eerste wet tot algemene dienstplicht waarbij de leeftijdsgrenzen verruimd werden naar alle blanke mannen tussen de 18 en 45 jaar. De wet werd van kracht op 15 juli 1863.
- 17 februari 1864: de derde wet tot algemene dienstplicht waarbij de leeftijd opnieuw ruimer werd genomen. De leeftijden werden vastgelegd tussen 17 en 50 jaar oud.
- 13 maart 1865 werd een wet goedgekeurd om 300.000 Afro-Amerikaanse mannen in dienst te nemen. Maar deze wet werd nooit uitgevoerd.

Het Confederate States Army werd initieel gezien als een defensief leger. Veel soldaten waren dan ook verontwaardigd toen generaal Lee met zijn Army of Northern Virginia Maryland aanviel tijdens de Marylandveldtocht wat zou leiden tot de bloedige Slag bij Antietam.

### Commandostructuur

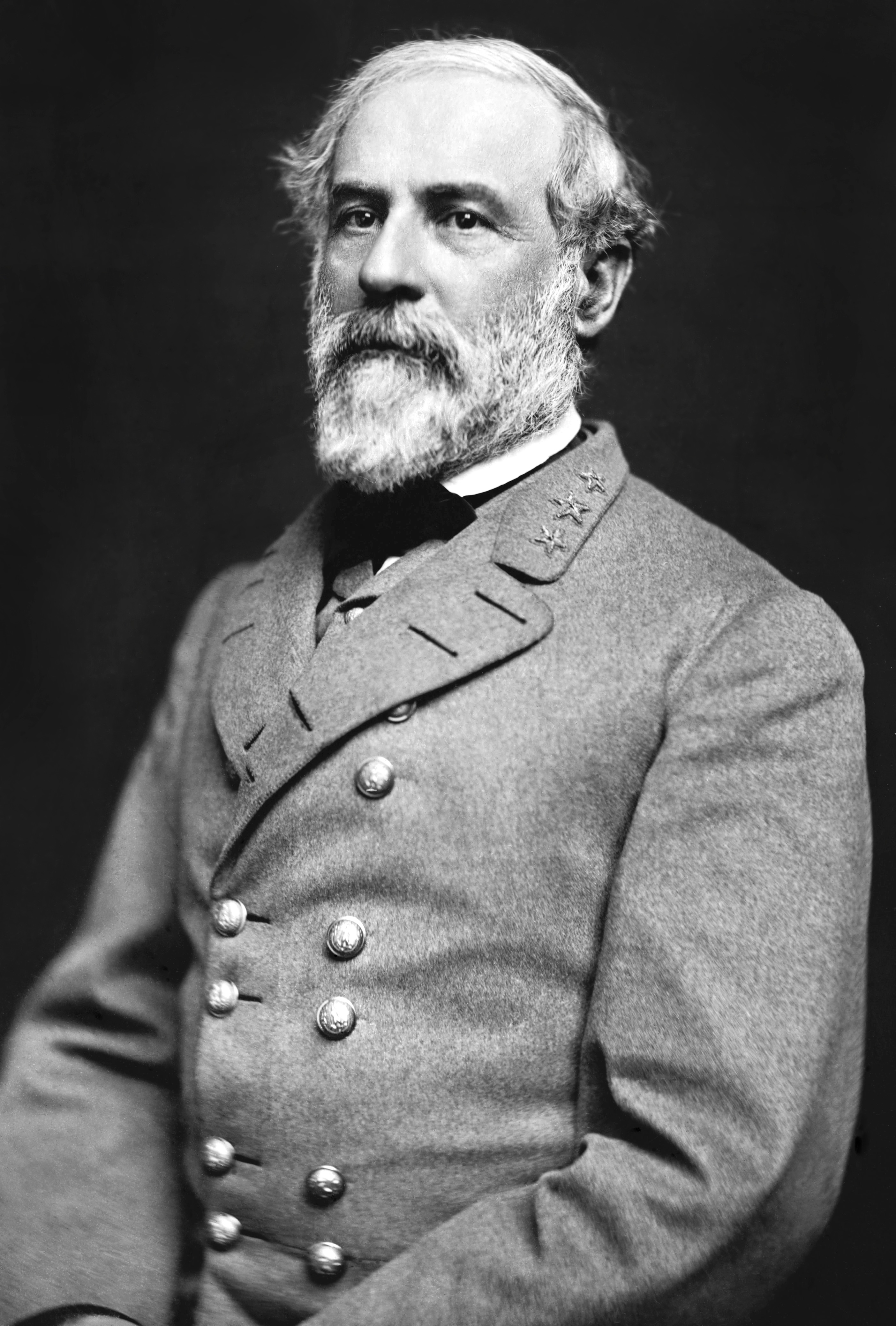
General Robert E. Lee, de bekendste generaal van de Zuidelijke staten

Het leger had geen formele opperbevelhebber tot laat in de oorlog. President Jefferson Davis nam zelf het opperbevel van de strijdkrachten op zich en coördineerde de land-en zeestrijdkrachten.
De volgende generaals droegen een verantwoordelijk voor het leger in meerdere of mindere mate:
- Robert E. Lee was verantwoordelijke voor de algemene militaire operaties van de Zuidelijke legers tussen 13 mei en 31 mei 1862. Hij was de militaire adviseur van presidente Davis en had een grote controle over de strategische en logistieke aspecten. Op 1 juni 1862 nam Lee het bevel op zich van het Army of Northern Virginia, het belangrijkste leger van de Confederatie.[39]
- Braxton Bragg had dezelfde verantwoordelijkheden als Lee tussen 24 februari 1864 (nadat hij zijn legercommando had verloren na de Slag bij Chattanooga en 31 januari 1865. Hij had ook een adviserende rol voor president Davis.[40]
- op 23 januari 1865 werd Lee formeel benoemd tot Opperbevelhebber van de legers van de Geconfedereerde Staten van Amerika. Hij vervulde deze rol tot zijn overgaven op 9 april 1865.[41]

Het gebrek aan een centrale leiding was een strategische zwakte voor de Confederatie. Er zijn slechts enkele voorbeelden gekend waarbij verschillende legers op verschillende fronten samen werkten naar één bepaald doel. Een voorbeeld is de gelijktijdige aanval van Lee op Maryland, Braggs invasie van Kentucky en Earl Van Dorns opmars naar Corinth (Mississippi).

### Militaire organisatie
Zoals in het U.S. Army werden de soldaten ingedeeld volgens specialiteit. De grote onderdelen waren de infanterie, de cavalerie en de artillerie.
Hoewel er soms gewerkt werd met pelotons was de kleinste infanterie-eenheid binnen het leger een compagnie van ongeveer 100 soldaten. 10 compagniën vormden een regiment die dus een theoretische sterkte had van 1.000 soldaten. Door ziekte, desertie, gewonden en doden was een regiment nooit op volle sterkte. Doorgaans telde een regiment aan het front ongeveer 300 tot 400 soldaten. Dit was net iets minder dan hun Noordelijke tegenstanders. Bijvoorbeeld tijdens de Slag bij Chancellorsville telde een gemiddeld Zuidelijke regiment 409 soldaten ten opzichte van gemiddeld 433 bij de Noordelijke infanterierregimenten.
Gemiddelde omvang van een CSA gevechtseenheid tijdens de oorlog:
- Korps – 24.000 tot 28.000
- Divisie – 6.000 tot 14.000
- Brigade - 800 tot 1.t700
- Regiment - 350 tot400
- Compagniet – 35 to 40

De regimenten, die de basiseenheid vormden binnen het leger, werden opgericht, uitgerust, bevoorraad en aangevuld vanuit de respectievelijke staten. Ze werden vernoemd naar de staat van oorsprong en kregen een volgnummer toegekend. Een voorbeeld was de 1st Texas of de 12th Virginia. Tijdens de oorlog werden er 1.010 regimenten opgericht in de Zuidelijke staten tegenover 2.050 regimenten in de Noordelijke staten.
Vier regimenten vormden doorgaans een brigade. Door onderbemande regimenten, vooral naar het einde van de oorlog toe, bestond een brigade uit meer dan vier regimenten. Soms werden regimenten tussen de verschillende brigades uitgewisseld. Twee tot vier brigades vormden een divisie. Twee tot vier divisies vormden een korps. Twee tot vier korpsen vormden een leger. Een legerkorps kon volledig onafhankelijk ingezet worden. De Confederate States Army bestond uit verschillende legers te velde die vernoemd werden naar de regio waar ze ingezet werden.
Een compagnie werd aangevoerd door een kapitein met twee of meer luitenanten. Een regiment werd aangevoerd door een kolonel met een luitenant-kolonel als onderbevelhebber die ondersteund door een majoor. Brigades werden aangevoerd door een brigadegeneraal. Tijdens veldslagen kon het voorvallen dat brigades aangevoerd werden door een kolonel of zelfs officieren met een lagere rang. Divisies werden aangevoerd door een generaal-majoor en legerkorpsen door een luitenant-generaal. Een leger werd normaal aangevoerd door een generaal.

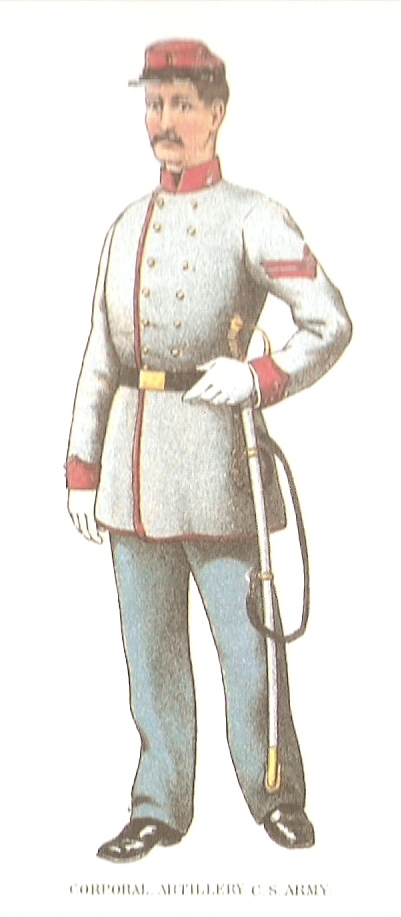
Korparaal van een artilleriedivisie in het Confederate Army
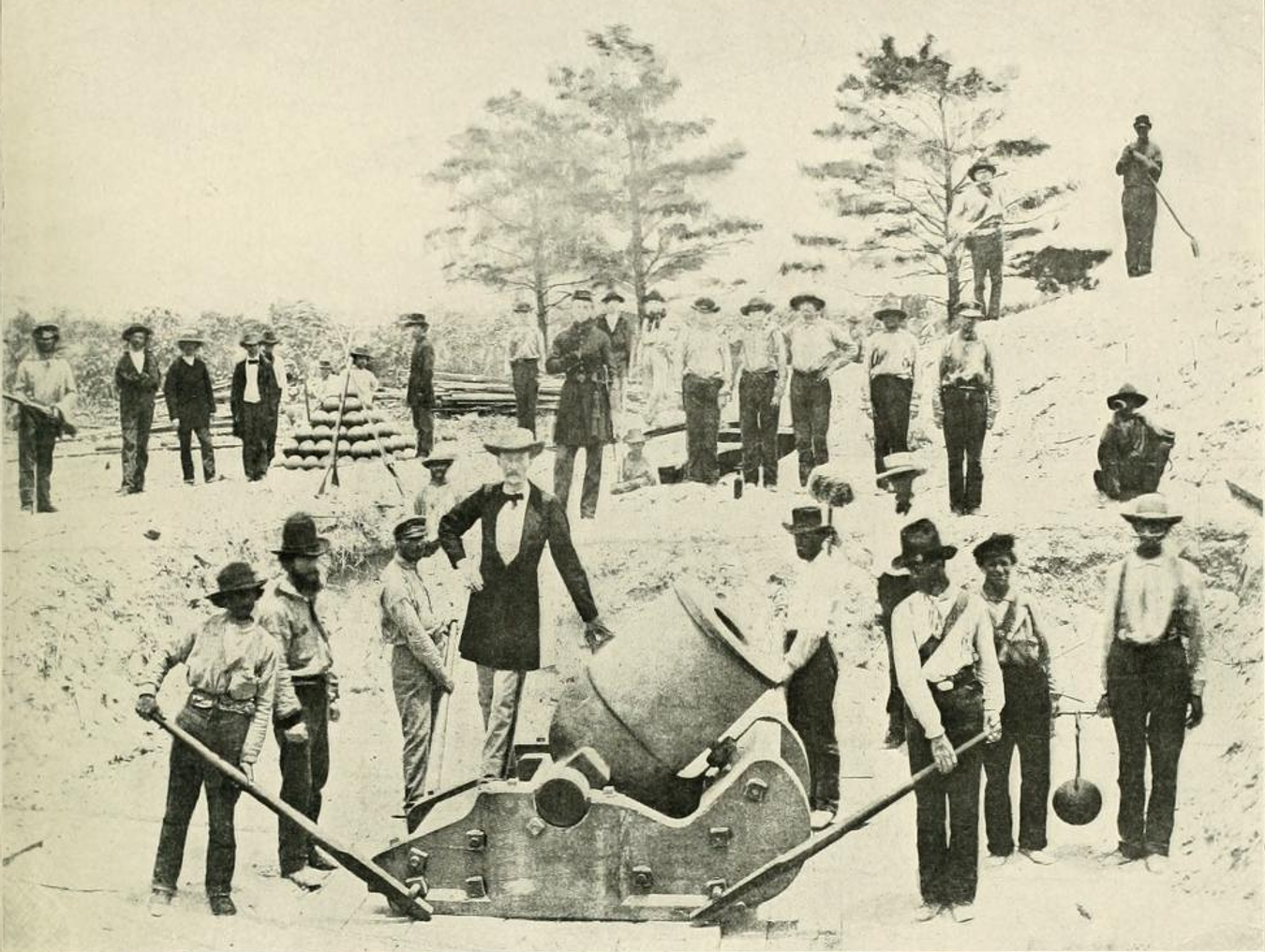
Zuidelijke mortiereenheid in Warrington, Florida in 1861, nabij Fort Pickens
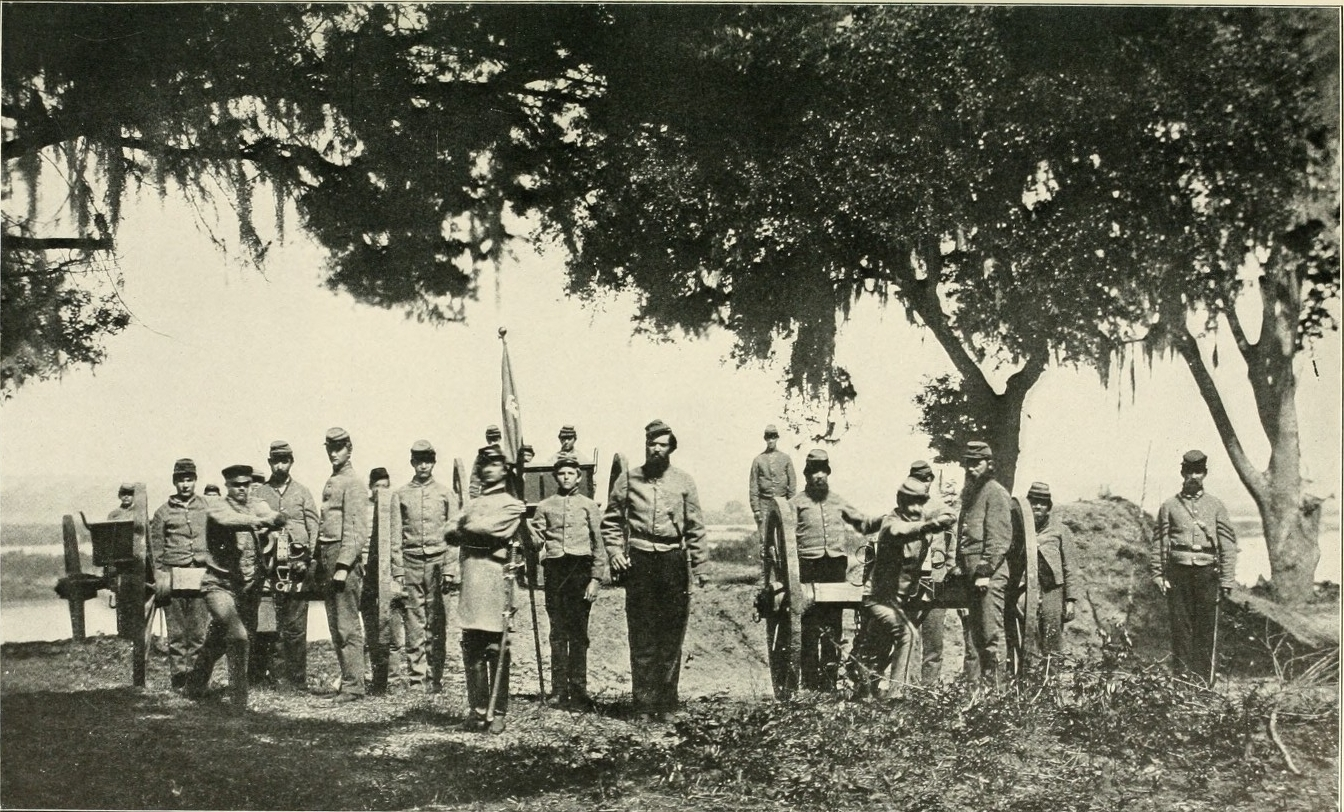
Zuidelijke artillerie in Charleston Harbor, 1863
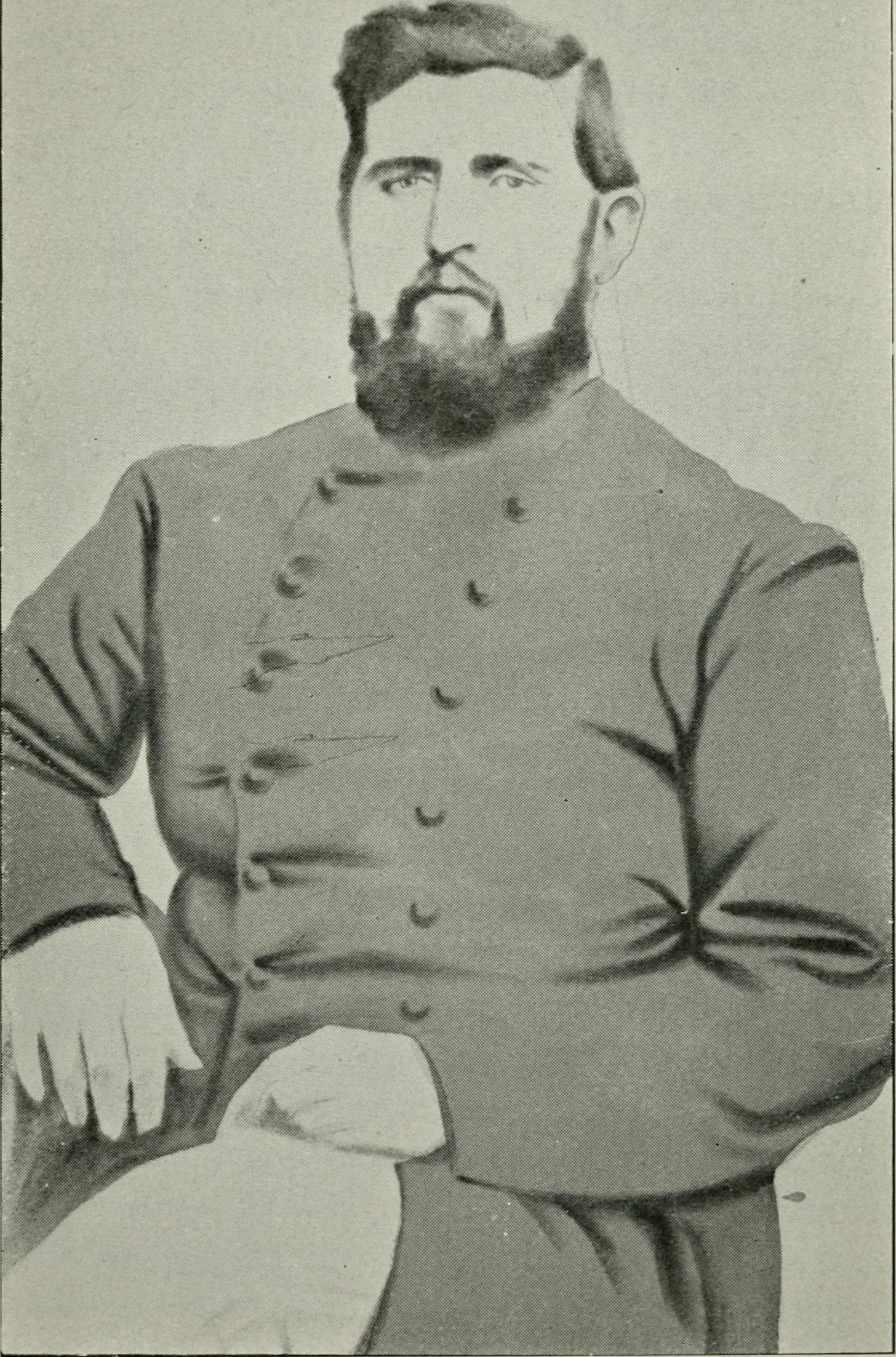
Lt Col. E. V. Nash, 4th Georgia Infantry, Doles-Cook Brigade, gesneuveld in 1864

### Militaire rangen en insignes
| Rangorde van de officieren in het Confederate Army | Rangorde van de officieren in het Confederate Army | Rangorde van de officieren in het Confederate Army | Rangorde van de officieren in het Confederate Army | Rangorde van de officieren in het Confederate Army | Rangorde van de officieren in het Confederate Army | Rangorde van de officieren in het Confederate Army | Rangorde van de officieren in het Confederate Army | Rangorde van de officieren in het Confederate Army | Rangorde van de officieren in het Confederate Army | Rangorde van de officieren in het Confederate Army |
| Generaal                                           | Kolonel                                            | Luitenant-kolonel                                  | Majoor                                             | Kapitein                                           | Eerste luitenant                                   | Onder luitenant                                    |                                                    |                                                    |                                                    |                                                    |
| -------------------------------------------------- | -------------------------------------------------- | -------------------------------------------------- | -------------------------------------------------- | -------------------------------------------------- | -------------------------------------------------- | -------------------------------------------------- | -------------------------------------------------- | -------------------------------------------------- | -------------------------------------------------- | -------------------------------------------------- |

Generaal (CSA)
Kolonel (Infanterie)
Luitenant-kolonel (hoofdkwartier)
Majoor (Medisch korps)
Kapitein (Marine Corps)
1st luitenant (artillerie)
onder-luitenant (Cavalerie)

Een illustratie uit 1895 waarop de uniformen afgebeeld staan van het Noordeilijke en Zuidelijke leger

Er bestonden vier graden op het niveau van generaal. Een generaal, een luitenant-generaal, een generaal-majoor en een brigadegeneraal. Ongeacht hun rang droegen ze allemaal hetzelfde kenteken. Dit was het gevolg van een beslissing uit de begindagen van de oorlog. Toen was brigadegeneraal de hoogste rang met 1 ster. Toen de andere hogere rangen toegevoegd werden, werden er echter geen nieuwe kentekens vervaardigd. Er werden maar 7 officieren tot de hoogste rang van generaal benoemd.
Officieren droegen hun rangkenteken op hun mouwen en op hun kepie. Het aantal strepen en sterren bepaalde hun militaire rang. De kleur van de strepen verwees naar militaire afdeling. Sommige officieren droegen hun uiterlijke ranginsignes niet om minder op te vallen in het heetst van de strijd op het slagveld. De kepie werd zelden gebruikt. Officieren droegen vaken een hoed omdat die beter bij het zuidelijke klimaat paste.
| Rangorde en insignes van de onderofficieren en soldaten | Rangorde en insignes van de onderofficieren en soldaten | Rangorde en insignes van de onderofficieren en soldaten | Rangorde en insignes van de onderofficieren en soldaten | Rangorde en insignes van de onderofficieren en soldaten | Rangorde en insignes van de onderofficieren en soldaten | Rangorde en insignes van de onderofficieren en soldaten | Rangorde en insignes van de onderofficieren en soldaten | Rangorde en insignes van de onderofficieren en soldaten | Rangorde en insignes van de onderofficieren en soldaten | Rangorde en insignes van de onderofficieren en soldaten |
| Sergeant-majoor                                         | Quartermaster Sergeant                                  | Ordnance Sergeant                                       | First Sergeant                                          |                                                         |                                                         |                                                         |                                                         |                                                         |                                                         |                                                         |
| Sergeant                                                | Korporaal                                               | Muziekspeler                                            | Soldaat                                                 |                                                         |                                                         |                                                         |                                                         |                                                         |                                                         |                                                         |
|                                                         |                                                         | no insignia                                             | no insignia                                             |                                                         |                                                         |                                                         |                                                         |                                                         |                                                         |                                                         |
| ------------------------------------------------------- | ------------------------------------------------------- | ------------------------------------------------------- | ------------------------------------------------------- | ------------------------------------------------------- | ------------------------------------------------------- | ------------------------------------------------------- | ------------------------------------------------------- | ------------------------------------------------------- | ------------------------------------------------------- | ------------------------------------------------------- |

De verschillende onderdelen van het leger hadden elk hun eigen kleur. Blauw voor infanterie, geel voor de cavalerie en rood voor de artillerie. Soms werd hiervan afgeweken door een tekort aan bepaalde kleuren of door de wens van een officier. De cavalerieregimenten uit Texas droegen vaak rode kentekens en ten minste één infanterieregiment uit Texas droeg zwarte kentekens.
Het groten verschil met ander legers was dat in het Zuidelijke legers alle officieren lager dan de rang van brigadegeneraal verkozen werden door de manschappen in het regiment. Op 13 oktober 1862 keurde het Congres van de Geconfedereerde Staten de instelling van een medaille voor moed goed. Veel medailles werden niet uitgereikt door het gebrek aan de nodige grondstoffen. Om toch een vorm van erkenning te geven aan de soldaten werd hun naam op een erelijst geplaatst die voorgelezen werd bij parades. En de namen van de soldaten verschenen in ten minste één krant van elke staat.

### Legers en bevelhebbers
Het Confederate States Army bestond uit een aantal legers en militaire departementen die opgericht, hernoemd en ontbonden werden naargelang het nodig was. Dit was meestal als reactie op offensieve acties van de Noordelijken. Deze legers en departementen werden doorgaans vernoemd naar de staten of de geografische regio’s waarin die zich bevonden. (Bij de Noordelijken waren rivieren de leidraad om namen te geven.) Een leger stond onder het bevel van een generaal (waarvan er zeven waren) of een luitenant-generaal. Hieronder staat een lijst van de belangrijkste legers en hun bevelhebbers:

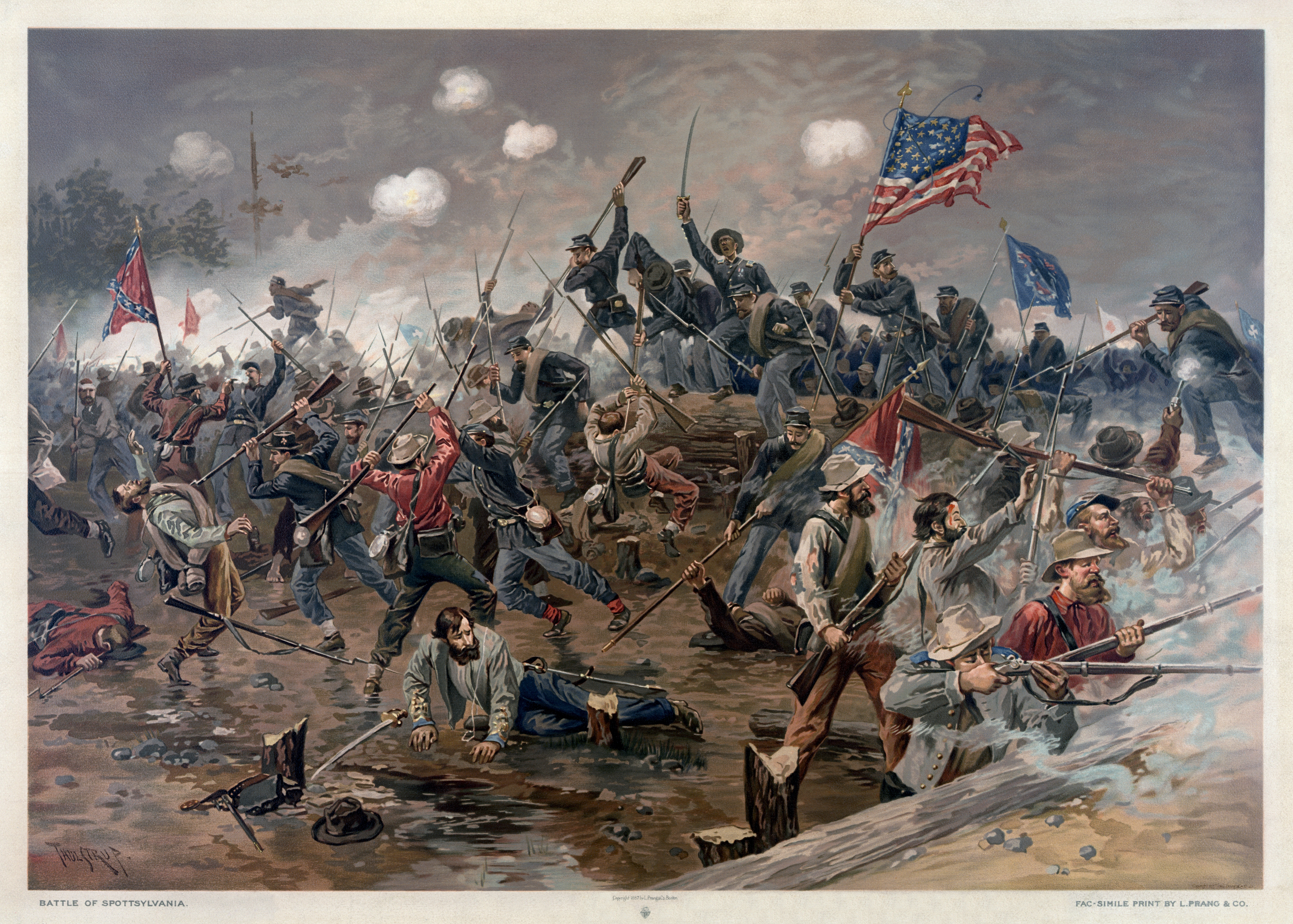
Een schilderij waarop Robert E. Lee’s Army of Northern Virginia staat afgebeeld tijdens de Spotsylvania in 1864

- Army of Central Kentucky – Simon B. Buckner, Albert Sidney Johnston
- Army of East Tennessee – Edmund Kirby Smith (later hernoemd tot Army of Kentucky)
- Army of Eastern Kentucky – Humphrey Marshall
- Army of the Kanawha – Henry A. Wise, John B. Floyd
- Army of Kentucky – Edmund Kirby Smith (uiteindelijk bevelhebber van alle strijdkrachten ten westen van de Mississippi)
- Army of Louisiana – Braxton Bragg. Paul O. Hébert
- Army of Mississippi
  - Maart 1862 – november 1862: P.G.T. Beauregard, Albert Sidney Johnston, Braxton Bragg, William J. Hardee, Leonidas Polk, (ook bekend als Army of the Mississippi; hernoemd tot Army of Tennessee op 20 november 1862)
  - December 1862 – juli 1863: John C. Pemberton, Earl Van Dorn, (1863) William W. Loring (ook bekend als Army of Vicksburg)
  - Juli 1863 – juni 1864: William J. Hardee, Leonidas Polk, William W. Loring (ook bekend als het Army of the Mississippi; hernoemd tot III Corps, Army of Tennessee in mei 1864, maar toch bleven ze hun oude naam verder gebruiken)
- Army of Middle Tennessee – John C. Breckinridge
- Army of Missouri – Sterling Price
- Army of Mobile – Jones M. Withers, Braxton Bragg, John B. Villepigue, Samuel Jones, William L. Powell, John H. Forney
- Army of New Mexico – Henry H. Sibley
- Army of Northern Virginia – Joseph E. Johnston, Gustavus W. Smith, Robert E. Lee
  - First Corps, Army of Northern Virginia
  - Second Corps, Army of Northern Virginia
  - Third Corps, Army of Northern Virginia
  - Fourth Corps, Army of Northern Virginia ook gekend als "Anderson's Corps"
  - Cavalry Corps, Army of Northern Virginia
- Army of the New River – Henry Heth
- Army of the Northwest – Robert S. Garnett, Henry R. Jackson, William W. Loring, Edward Johnson
- Army of the Peninsula – John B. Magruder, Daniel H. Hill
- Army of Pensacola – Adley H. Gladden, Braxton Bragg, Samuel Jones
- Army of the Potomac – P.G.T. Beauregard, Joseph E. Johnston
- Army of the Shenandoah – Joseph E. Johnston
- Army of Tennessee – Braxton Bragg, Samuel Gibbs French, William J. Hardee, Daniel H. Hill, John Bell Hood, Joseph E. Johnston, Richard Taylor
  - First Corps, Army of Tennessee
  - Second Corps, Army of Tennessee
  - Third Corps, Army of Tennessee
  - Forrest's Cavalry Corps – Nathan Bedford Forrest
- Army of the Trans-Mississippi – Thomas C. Hindman, Theophilus Holmes, Edmund Kirby Smith (ook bekend als Army of the Southwest)
- Army of the Valley (ook gekend als Second Corps, Army of Northern Virginia) – Jubal Early
- Army of the West – Earl van Dorn, John P. McCown, Dabney H. Maury, Sterling Price
- Army of West Tennessee – Earl Van Dorn
- Army of Western Louisiana – Richard Taylor, John G. Walker

Andere prominente Zuidelijke generaals die grotere militaire operaties leidden onafhankelijk van de bovenstaande legers waren Thomas J. "Stonewall" Jackson, James Longstreet, J. E. B. Stuart, Gideon Pillow, A. P. Hill en John B. Gordon.

### Militaire Departmenten
In aanvulling op de verschillende Zuidelijke legers werden Zuidelijke staten zelf ingedeeld in verschillende militaire districten of departementen. In oorsprong waren deze departementen administratief van aard. Ze stonden in voor de rekrutering, bevoorrading en coördinatie en ondersteuning van veldlegers bij Noordelijke aanvallen. De militaire departementen waren ook verantwoordelijk voor alle militaire installaties en forten. Ook de garnizoenen die deze forten bemande en de Confederate Home Guard vielen onder deze departementen.
In tegenstelling tot de meer stabielere militaire departementen bij de Noordelijken werden de Zuidelijke departementen voortdurend opgericht, gereorganiseerd en hernoemd doorheen de oorlog. De eerste twee departementen die aan het begin van de oorlog gevormd werden, waren "Department No 1" (later ingedeeld bij het Department of Louisiana) en "Department No 2" (die later de Western Department zou genoemd worden).
In Virginia, waar de vijandelijkheden begonnen, werd de "Alexandria line" gevormd. Deze zou later uitgebreid worden tot formele militaire departementen zoals hieronder weergegeven:
- Department of Alexandria
- Department of the Potomac
- Department of Northern Virginia

Virginia had ook verschillende kleinere departementen die veel veranderden tijdens het conflict:
- Department of Norfolk
- Department of Fredericksburg
- Department of Richmond (werkte nauw samen met het Department of Henrico)
- Department of Southwestern Virginia
- Department of the Peninsula

In de Shenandoahvallei werd de departement gevormd rond Harper’s Ferry. Later werd dit het Valley District onder directe controle van het Army of the Shenandoah. De Shenandoahvallei maakte voor het grootste deel van de oorlog geen deel uit van een departement. Het werd gecontroleerd door het Army of the Northwest en het Army of the Valley. Naar het einde van de oorlog werd dit het Trans-Allegheny Department. In de andere delen van de Confederatie werden de onderstaande militaire departementen gevormd die grotendeels onveranderd bleven:
- Department of Louisiana
- Department of Tennessee
- Department of North Carolina
- Department of South Carolina
- Department of Georgia

De Noordelijke aanval op Vicksburg Mississippi was de aanleiding tot een opeenvolging van verschillende departementen die bekend stonden als:
- Department of Mississippi and East Louisiana
- Department of Alabama and East Mississippi
- Department of Alabama, Mississippi, and Eastern Louisiana

Uiteindelijk werd het volledig Mississippistroomgebied opgenomen in de Trans-Mississippi Department. Dit was een van de grootste tijdens de oorlog. Ook in het westen werden verschillende departementen opgericht:
- Western Department
- Department of Texas
- Department of the Indian Territory

Veldslagen en het voortdurend veranderende frontlijnen in Tennessee was eveneens de aanleiding tot een reeks militaire departementen die grotendeels onder de controle stonden van het Army of Tennessee onder leiding van John Bell Hood. Hood was zowel legerleider als aanvoerder van de drie onderstaande departementen:
- Department of East Tennessee
- Department of East Tennessee and West Virginia
- Department of Tennessee and Georgia

In 1864 speelde Robert E. Lee met het idee om "superdepartementen" op te richten die zouden bestaan uit:
- Department of North Carolina and Southern Virginia
- Department of South Carolina, Georgia, and East Florida
- Department of South Carolina and Georgia

Kleinere departementen waar weinig gevochten werd zouden onderstaande departementen bevatten:
- Department of West Florida
- Department of Alabama and West Florida (expansion of the District of Alabama)
- Department of Middle and Eastern Florida
- Department of Western Kentucky

## Bevoorrading en logistiek

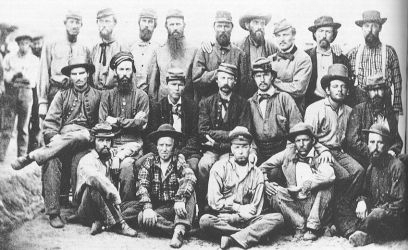
Een groep Zuidelijke soldaten die krijgsgevangen werden gemaakt tijdens de Island No. 10 en opgesloten werden in het krijgsgevangenenkamp van Camp Douglas (Chicago)

De algemene logistieke situatie voor de Zuidelijke legers was meestal precair. De overheid had een tekort aan geld zodat de individuele staten hun eigen regimenten moesten onderhouden. Het gebrek aan een centrale overheid, een slecht uitgebouwd en onderhouden spoorwegennet gecombineerd met de soms moedwillige tegenwerking van individuele staten om met de nodige fondsen over de brug te komen waren de belangrijkste factoren in de uiteindelijk ondergang van het Zuidelijke leger. De Geconfedereerde Staten verloren al zeer snel de controle over hun belangrijkste rivieren en over hun havens die onderhevig waren aan een Noordelijke blokkade. De Zuidelijke staten beschikten niet over een goed uitgebouwd wegennetwerk waardoor het beperkte spoorwegennetwerk al snel overbelast raakte. De Noordelijke eenheden vernietigden systematisch rails, locomotieven, wagons, bruggen en telegraaflijnen als integraal deel van de wurgpolitiek om de Zuidelijke staten op hun knieën te krijgen. Soms werden er raids uitgevoerd op Noordelijke steden om aan de broodnodige voorraden te komen.
Door de voortdurende bevoorradingsproblemen, het tekort aan textielfabrieken in de Zuidelijke staten en de succesvolle Noordelijke blokkade van de Zuidelijke havens had de doorsnee Zuidelijke soldaat vrijwel nooit een standaarduniform. Zowel in het veld als op het paradeplein droegen de Zuidelijke soldaten een grote variatie aan kledij. Dit kon gaan van verbleekte en verstelde uniformen tot ruwe huisgemaakte kledij die gekleurd waren met ambachtelijke kleurstoffen en zelfs een mengeling van uniformen en burgerkledij. Het kwam vaak voor dat Zuidelijke soldaten zich na een gewonnen veldslag delen of volledige uniformen van de Noordelijke soldaten toe-eigenden. Dit zou voor de nodige verwarring zorgen in ander schermutselingen en veldslagen (zoals tijdens de Slag bij Antietam).
Ook de draagkracht van de verschillende staten had een invloed op de uniformiteit van de Zuidelijke legers. North Carolina was veel beter in staat om hun soldaten van de nodige uitrusting te voorzien. Texas had het daar veel moeilijker mee.
Bovendien had elke staat zijn eigen regels en voorschriften waardoor een standaard uniform voor het Confederate Army vrijwel onmogelijk was. Ook door de voortdurende tekorten aan schoenen, tenten en andere uitrustingsstukken moesten de Zuidelijke soldaten veel improviseren. De officieren hadden een betere uitrusting en er was sprake van meer uniformiteit. Toch kozen veel officieren om hetzelfde harde soldatenleven te ondergaan als hun soldaten.

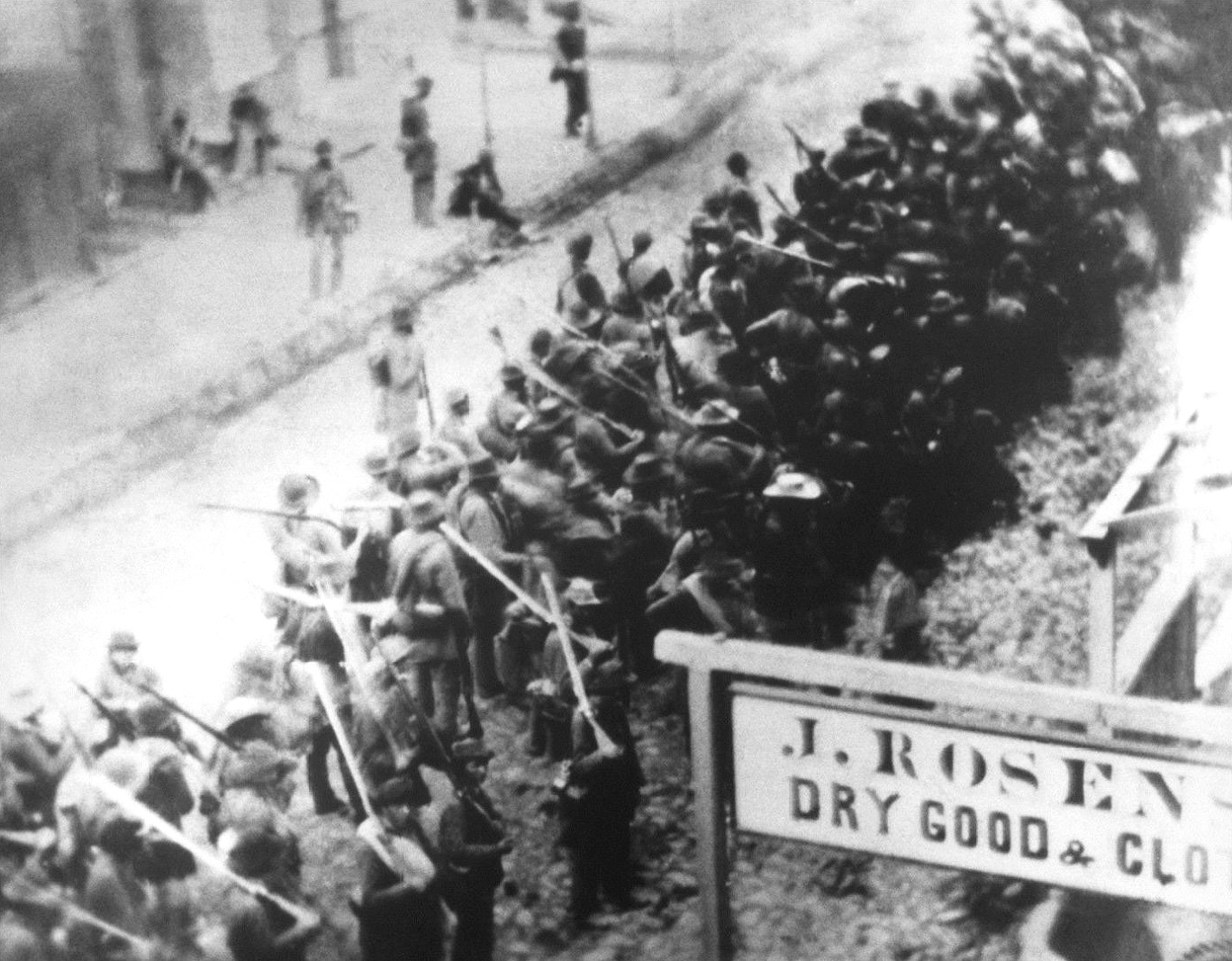
Zuidelijke troepen die in zuidelijke richting marcheren op in Frederick, Maryland tijdens de oorlog.

Voedsel was ook een terugkerend probleem voor de Zuidelijke soldaat en verergerde naar het einde van de oorlog. Er was meer dan genoeg vlees in de Zuidelijke staten, maar het probleem was om dit bij de troepen te krijgen, zeker toen het Army of Northern Virginia onder Robert E. Lee ter ver opgerukt was en de bevoorradingslijnen veel te lang waren. Met de Noordelijke overwinning bij Vicksburg werd de bevoorrading uit Texas en het westen afgesneden.
Tegen 1863 waren de legerleiders soms meer bezig om eten en voorraden te vinden voor hun troepen dan dat ze tijd konden steken in de strategie en tactische planning van hun legers. Individuele bevelhebbers moesten vaak via het principe van smeken, lenen of stelen de broodnodige munitie, voedsel en andere voorraden bijeenkrijgen uit alle mogelijke bronnen. Het confisqueren van Noordelijke depots en kampen kon precaire voorraden aanvullen. Ook werd bij burgers vaak "geleend", ongeacht waar hun loyaliteit lag. De Slag bij Gettysburg was het directe gevolg van de voortdurende zoektocht van de Zuidelijken naar voorraden en voedsel.
Door de tactiek van de verschroeide aarde, uitgevoerd door de Noordelijke generaal William T. Sherman, werd de Zuidelijke capaciteit om voedsel en wapens de produceren zeer sterk verminderd. Samen met de Noordelijke handelsblokkade, de vernietiging van plantages, boerderijen en andere infrastructuur werd de Zuidelijke economie volledig verlamd.

### Import van wapens
Ondanks de vele moeilijkheden, slaagde de Confederatie er toch in om wapens te importeren vanuit overzeese landen. Toen de Amerikaanse Burgeroorlog begon had de de Confederatie te weinig financiële middelen en industriële capaciteit om het op te nemen tegen het sterk geïndustrialiseerde Noorden. De Zuidelijken keken al snel naar Groot-Brittannië als handelspartner. Britse handelaars en bankiers kochten wapens en bouwden schepen om de Noordelijke blokkade te omzeilen. De belangrijkste namen hierin zijn James Dunwoody Bulloch, Charles K. Prioleau en Fraser, Trenholm and Co. uit Liverpool in Engeland en handelaars uit Glasgow in Schotland. De uitvalsbasis om wapens te smokkelen en de Noordelijke blokkade te omzeilen lag enerzijds in Brits Noord-Amerika (het huidige Canada en in de Bahama's waar de Noordelijke marine geen jurisdictie had. Volgens schattingen kreeg het Confederate Army duizenden ton aan buskruit, een half miljoen geweren en honderden kanonnen via de blokkadebrekers uit Groot-Brittannië. Dit had volgens sommigen als resultaat dat de oorlog twee jaar langer duurde en 400.000 extra slachtoffers eiste. Volgens een wet uit 1842 en het Verdrag van Webster-Ashburton kon de Amerikaanse president Abraham Lincoln de blokkadebrekers voor de rechtbank brengen. De Britse ambassadeur Lord Lyons dreigde met vergeldingsmaatregelen indien Lincoln tot actie zou overgaan. Om een diplomatiek incident te vermijden werden alle verdachten vrijgelaten. Deze namen onmiddellijk de lucratieve smokkel weer op.

## Inheemse Amerikanenen het Confederate Army
De Inheemse Amerikanen vochten mee aan beide zijden tijdens de Amerikaanse Burgeroorlog. Aan Zuidelijke zijde vochten 28.693 inheemse Amerikanen mee onder andere in de veldslagen bij Pea Ridge, 2d Bull run, Antietam, Spotsylvania, Cold Harbor en Petersburg. Veel inheemse stammen zoals de Creek, Cherokee en Choctaw hadden zelf slaven en voelden zich verwant met de Zuidelijke staten op politiek en economisch vlak.
Bij het begin van de oorlog werd Albert Pike aangesteld als Zuidelijke zaakgelastigde bij de Inheemse Amerikanen. Hij onderhandelde verschillende verdragen met hen zoals het verdrag met de Choctaws en Chickasaws in juli 1861. Het verdrag bestond uit 64 artikels waarin zelfbestuur, mogelijkheid tot staatsburgerschap en vertegenwoordiging aan bod kwamen. De Cherokee, de Choctaw, de Seminole, de Catawba en de Muscogee Creek vochten enkel aan de Geconfedereerde zijde.

### Cherokee

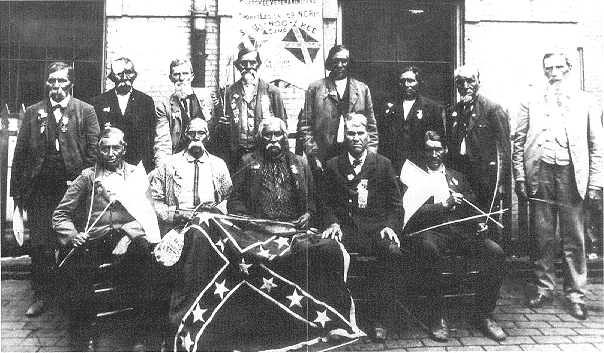
Een reünie van Cherokee veteranen in New Orleans, 1903

Stand Watie en enkele Cherokee kozen de kant van de Zuidelijke staten. Hij werd benoemd tot kolonel en voerde een bataljon van Cherokee aan. Op 7 oktober 1861 tekende opperhoofd Ross een verdrag waarbij hij met tegenzin zijn loyaliteit verplaatste van de Verenigde Staten naar de Geconfedereerde Staten. De Cherokee werd bescherming, eten, vee, werktuigen en andere goederen beloofd. Ze mochten eveneens een delegatie naar Richmond sturen.
In ruil dienden de Cherokee 10 compagnies van bereden infanterie te sturen en moesten ze toestaan dat de Zuidelijken militaire posten en wegen in hun gebied bouwden. Geen enkel inheems regiment werd ingezet buiten het gebied van de inheemse bevolking. Naar aanleiding van het verdrag werd de 2nd Cherokee Mounted Rifles gevormd onder leiding van kolonel John Drew. Na de Slag bij Pea Ridge op 7 en 8 maart 1862 liep Drew’s Mounted Rifles over naar de Noordelijken. In de zomer van 1862 werd stamhoofd Ross gevangen genomen door de Noordelijken. Na zijn vrijlating spendeerde hij de rest van de oorlog in Washington om de loyaliteit te verkondingen van de Cherokee aan de Verenigde Staten.
William Holland Thomas, de geadopteerde zoon van het stamhoofd van oostelijke Cherokee, rekruteerde honderden Cherokee voor het Zuidelijke leger. Ze vormden samen het Thomas' Legion in september 1862 en vochten tot het eind van de oorlog.

### Choctaw

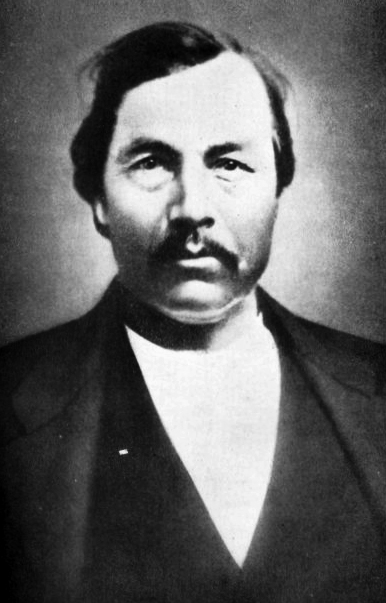
Luitenant-kolonel Jackson McCurtain, bevelhebber van de First Choctaw Battalion in Oklahoma, Geconfedereerde Staten van Amerika

Er werden Choctaw-eenheden opgericht in de Indian Territory and later in Mississippi om de Zuidelijke staten te helpen met hun oorlog. Hoewel de Choctaw hoge verwachtingen hadden, kregen ze er zeer weinig voor in de plaats. Toen brigadegeneraal Albert Pike in de herfst van 1860 regimenten wou formeren, reageerden de Seminoles, Creeks, Chickasaws, Choctaws en Cherokees enthousiast op deze oproep. Hun enthousiasme verminderde snel toen duidelijk werd dat ze noch wapens, noch soldij zouden ontvangen.

## Afro-Amerikanen en de Confederate Army

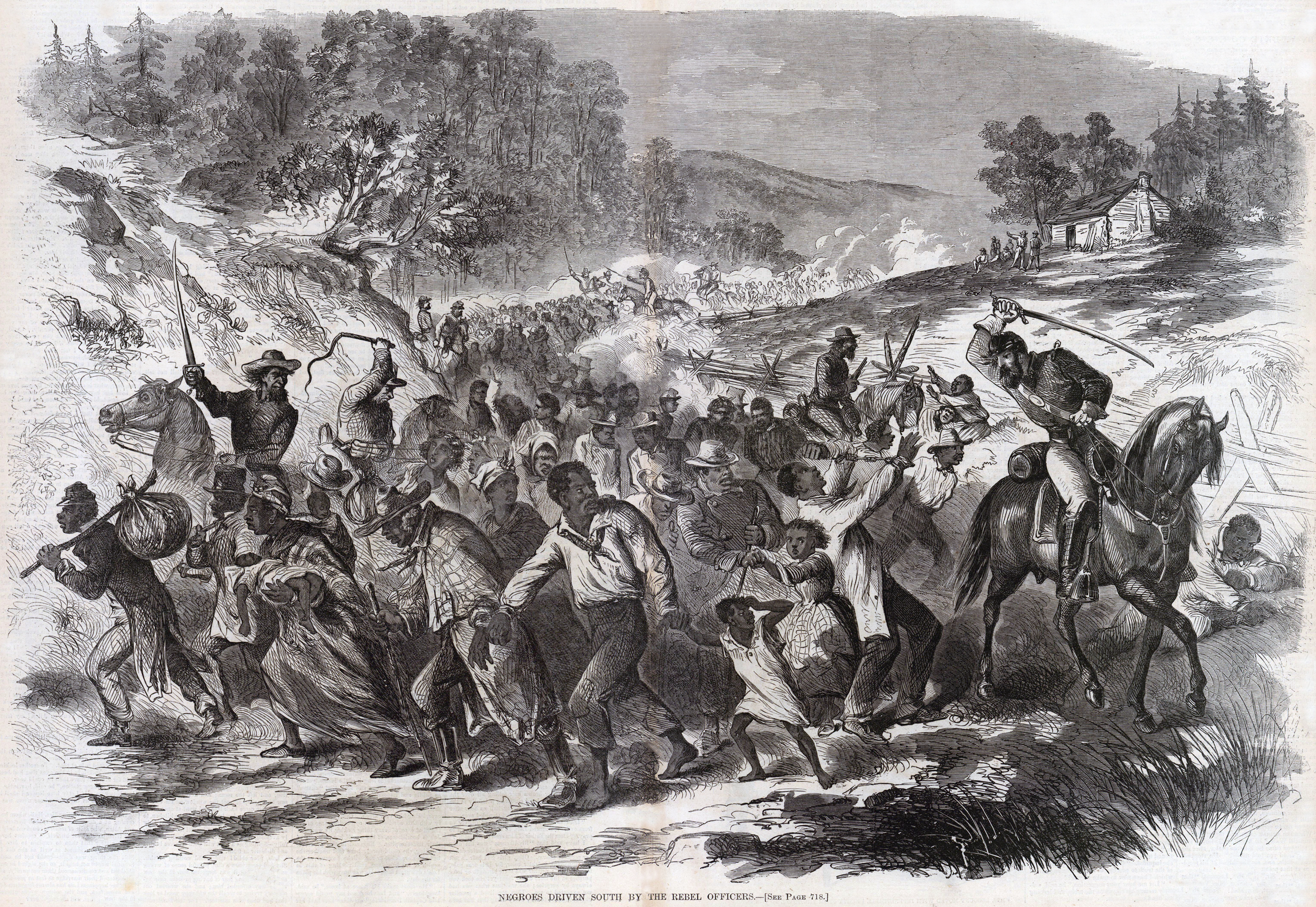
Illustratie uit Haper’s Weekly uit 1862 waarop gekidnapte Afro-Amerikanen afgevoerd worden door Zuidelijke soldaten in slavernij.

Het merendeel van de blanke mannen was vrijwillig of via dienstplicht in het Zuidelijke leger. Ongeveer 40% van de bevolking in de Zuidelijke staten waren niet vrij. Om de Zuidelijke economie te laten functioneren werd er nog meer ingezet op slavenarbeid. Slavenarbeid werd ingezet in vrijwel alle domeinen van de economie. Zoals mijnbouw, infrastructuur aanleggen en onderhouden tot zelfs ziekenhuishulp en verpleegsters.

### Inzet van slaven als soldaten
De geconfedereerde Staten wou geen Afro-Amerikanen (vrij of slaven) toelaten in het leger. Reeds vroeg in de oorlog werd hier echter over nagedacht, maar alle voorstellen werden van tafel geveegd door president Jefferson Davis en zijn ministers. Toen het potentieel aan blanke soldaten sterk verminderde naar het einde van de oorlog werden de eerste aarzelende stappen gezet om ook Afro-Amerikaanse mannen op te nemen in het leger. Na felle debatten keurde het Congres van de Geconfedereerde Staten in maart 1865 een wet goed om Afro-Amerikaanse slaven op te nemen in het leger. Er werden slechts 200 slaven opgenomen in gevechtseenheden voor de Zuidelijke legers zich hadden overgegeven.

### De behandeling van Afro-Amerikaanse krijgsgevangenen
De inzet van United States gekleurde regimenten door het Noordelijke leger en de Emancipatieproclamatie van president Abraham Lincoln zette veel kwaad bloed bij de Geconfedereerde Staten. Als reactie werd in mei 1863 een wet goedgekeurd waarbij een gepast antwoord zou gegeven worden op deze Noordelijke provocatie. Alle Afro-Amerikaanse personen die werden gevangen genomen met wapens, die de vijand hulp en bijstand verleenden zouden overgedragen worden aan de autoriteiten. Daar liepen ze het risico om veroordeeld te worden als opstandige slaven met de doodstraf tot gevolg. Toch vreesden de Zuidelijke autoriteiten voor represailles. Er zouden geen Afro-Amerikaanse gevangenen ter dood veroordeeld worden.
Er werden waarschijnlijk door individuele soldaten of officieren Afro-Amerikaanse gevangenen in koelen bloede omgebracht toen ze zich overgaven. Maar in de meeste gevallen werden ze tot slaaf gemaakt en ingezet om Zuidelijke fortificaties aan te leggen.
Afro-Amerikaanse soldaten van het United States Gekleurde regimenten werden bij gevangenname veelal zwaarder aangepakt dat blanke soldaten. Ze werden ook sneller het slachtoffer bij slachtpartijen tijdens een veldslag zoals tijdens de Slag bij Fort Pillow in Tennessee en de Slag van de krater in Virginia.

## Statistieken en einde van het Confederate States Army
Cijfers omtrent het aantal slachtoffers is onvolledig en onbetrouwbaar. De beste schattingen geven 94.000 gesneuvelden, 164.000 doden door ziekte en tussen de 26.000 en 31.000 doden in krijgsgevangenschap. Eén schatting omtrent het aantal gewonden geeft een cijfer van 194.000 weer.
Tussen 9 april en 18 april 1865 gaven het Army of Northern Virginia, onder leiding van Robert E. Lee, de restanten van het Army of Tennessee en verschillende eenheden onder leiding van Joseph E. Johnston zich over. De andere Zuidelijk eenheden gaven zich over tussen 16 april en 28 juni 1865. Tegen het einde van de oorlog waren meer dan 100.000 soldaten gedeserteerd. De regering van de Geconfedereerde staten hield op te bestaan toen het de hoofdstad ontvluchtte op 3 april 1865. Hierdoor viel de controle en algemene aansturing weg over de verschillende Zuidelijke legers.

## Galerij

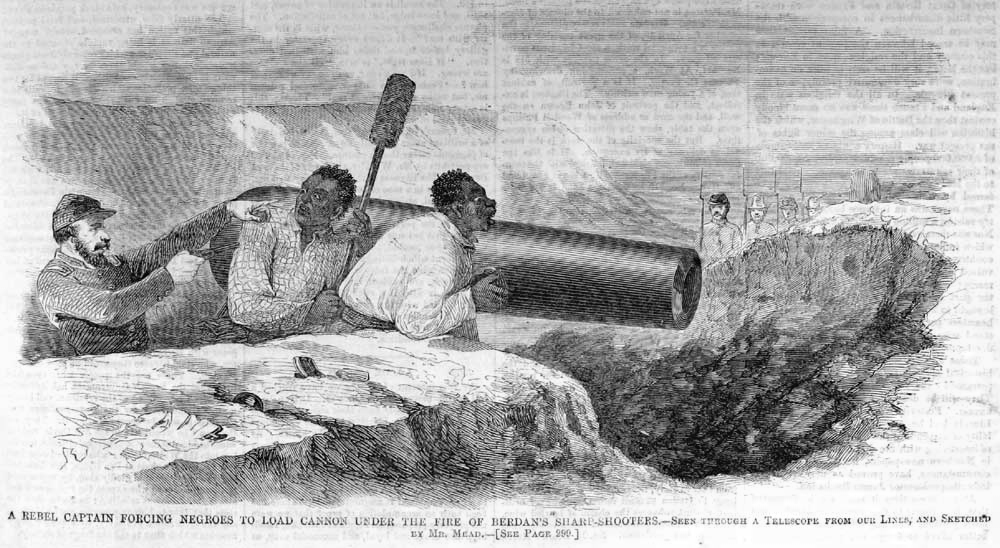
Een illustratie uit 1862 van een Zuidelijke officier die slaven dwingt om een kanon af te vuren op Noordelijke eenheden.
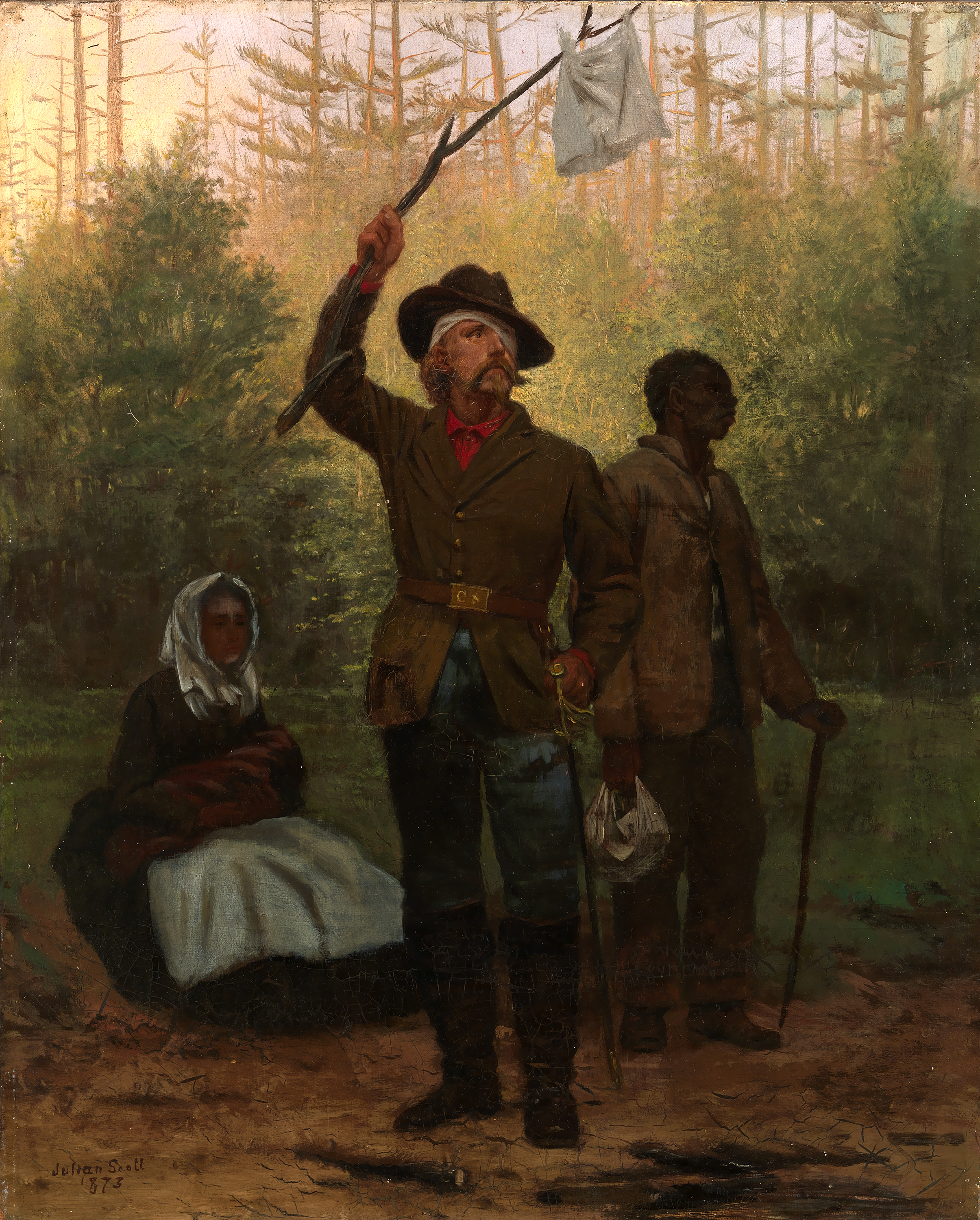
Surrender of a Confederate Soldier, Schilderij van de hand van Julian Scott uit 1873
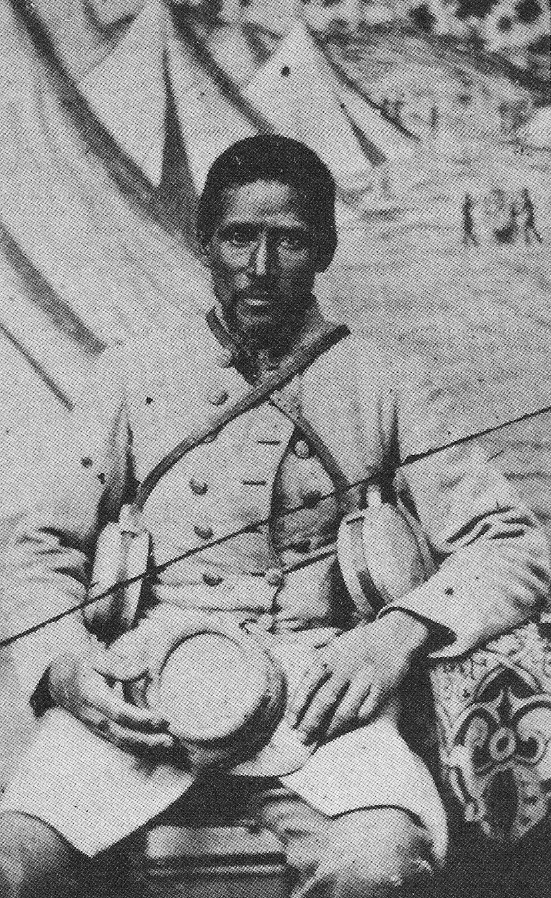
"Marlboro", een Afro-Amerikaanse lakei van een Zuidelijke soldaat